# Veľké Zálužie
Veľké Zálužie (bis 1948 slowakisch „Ujlak“; ungarisch Nyitraújlak – bis 1892 Újlak) ist eine Gemeinde in der Westslowakei.

## Geographie
Sie liegt im Donauhügelland, zwölf Kilometer westlich von Nitra entfernt. Die Schnellstraße R1 verläuft am nördlichen Rand der Gemeinde.

## Geschichte
Der Ort wurde 1261 erstmals als Wylak erwähnt und gehörte ursprünglich zum Besitz lokaler Edelleute. 1526 bekam die Gemeinde Marktrechte und wurde zu einem Städtchen erhoben, dieser Status wurde ihr 1876 wieder aberkannt.

## Bevölkerung
| Jahr                | 1994 | 2004    | 2014    | 2024    |
| ------------------- | ---- | ------- | ------- | ------- |
| Anzahl der Personen | 3642 | 3974    | 4159    | 4320    |
| Unterschied         |      | +9,11 % | +4,65 % | +3,87 % |

| Jahr                | 2023 | 2024    |
| ------------------- | ---- | ------- |
| Anzahl der Personen | 4315 | 4320    |
| Unterschied         |      | +0,11 % |

## Sehenswürdigkeiten
- klassizistische römisch-katholische Kirche der Allerheiligen aus dem Jahr 1848
- Landschloss von Anfang des 19. Jahrhunderts, zunächst im Besitz der Forgáchs, später der Esterházys.

## Persönlichkeiten
- János Esterházy (1901–1957), Politiker der ungarischen Minderheit in der Tschechoslowakei und Slowakei